# Pontgibaud
Pontgibaud là một xã ở tỉnh Puy-de-Dôme trong vùng Auvergne-Rhône-Alpes miền trung nước Pháp. Xã này nằm ở khu vực có độ cao trung bình 639 mét trên mực nước biển.

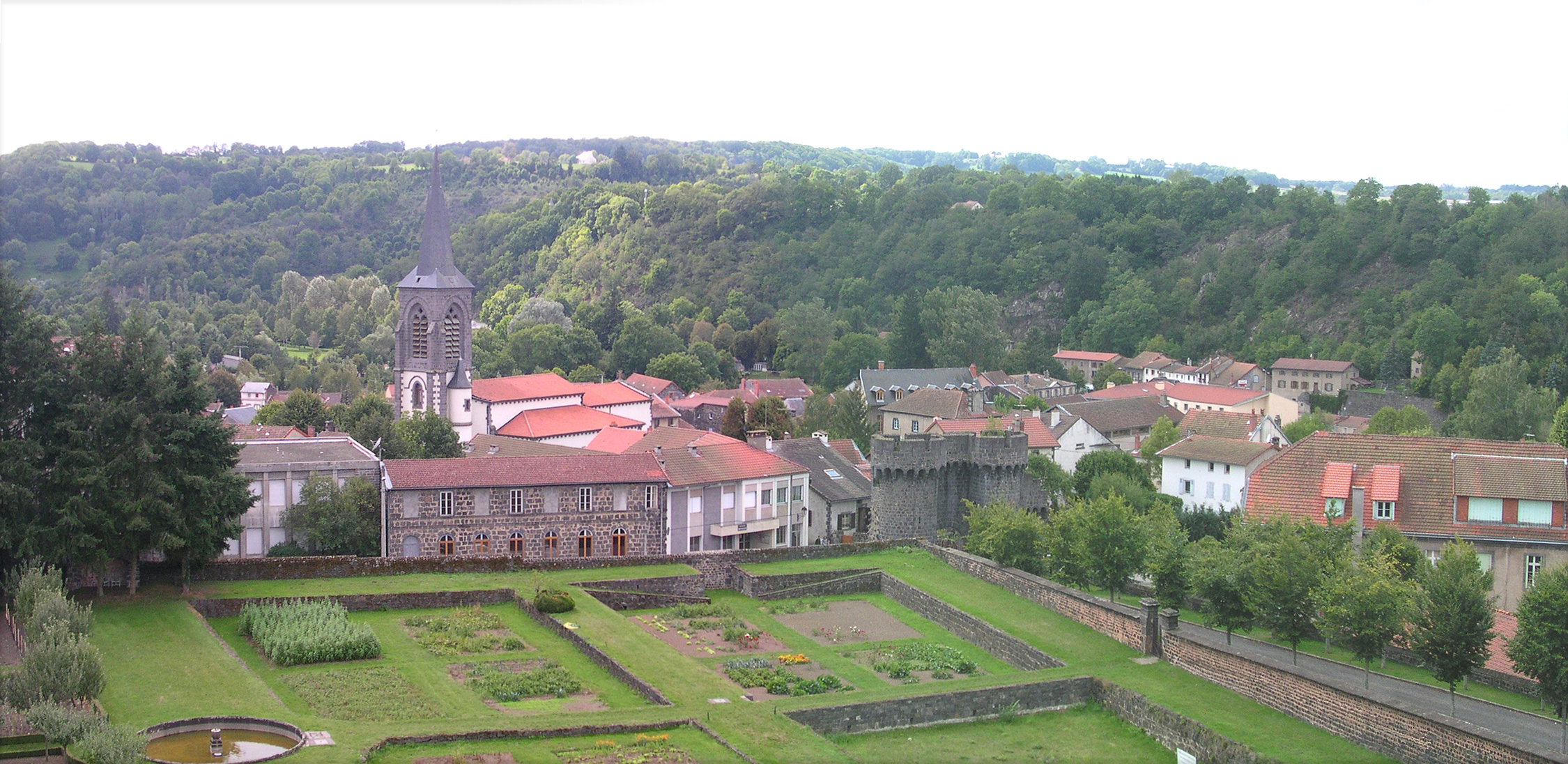
Pontgibaud

Thị trấn này nằm ở vùng Massif Central của Pháp, hai bên bờ sông Sioule. Khu vực xung quanh xã trong lịch sử là các vùng khai thác mỏ chì và bạc.
Phế tích của lâu đài Dauphin, một lâu đài thế kỷ 12, nằm ở Pontgibaud.